# Sarabande
Sarabande: lassú, hármas lüktetésű, eredetileg spanyol tánc, a barokk szvitek része.
Valószínű, hogy a mórok és az arabok honosították meg Spanyolországban, és onnan került át Franciaországba és Itáliába is. A franciák kiváltképpen megkedvelték és színpadon is meghonosították, mint a balletek egyik kiegészítő részét. A szvitekben általában a harmadik tételként hangzik el, az élénkebb tempójú courante után.
Nevét egy Zarabanda nevű táncosnőre is vissza szokták vezetni, aki egy régi spanyol forrás szerint, «kicsapongó táncaival több bajt hozott az országra, mint a háború». A 16. század végén Cervantes és Shakespeare is említik. Eredetileg erotikus jellegű tánc volt, mely azonban később mind előkelőbbé és méltóságteljesebbé alakult át; rendszerint szóló-táncosnő adta elő.
Ismertetőjelei:
- 3/2-es vagy 3/4-es ütemmutató,
- nehéz, összekötött hangok az ütem második felében,
- a frazeálás általában nyolcütemes egységekben történik,
- a kezdés kivételével a frázisok felütéssel kezdődnek.